# Sweet Adeline (Musical)
Sweet Adeline ist ein Musical mit der Musik von Jerome Kern, dem Libretto und den Liedtexten von Oscar Hammerstein II und der Orchestrierung von Robert Russell Bennett. Es wurde im Jahr 1929 auf dem Broadway uraufgeführt. Die Geschichte, die in den 1890er Jahren spielt, handelt von einem Mädchen aus Hoboken, New Jersey, das unglücklich verliebt zu einem Broadway-Star wird.

## Aufführungshistorie
Das Musical hatte seine Uraufführung am 3. September 1929 in Hammerstein’s Theatre und wurde am 3. September 1929 nach 234 Aufführungen abgesetzt. Produziert von Arthur Hammerstein wurde das Musical von Reginald Hammerstein (dem Bruder von Oscar Hammerstein II) geleitet und von Danny Dare choreographiert.
Das Goodspeed Opera House in East Haddam, Connecticut, produzierte das Musical im Mai 1977 mit Cynthia Wells in der Hauptrolle.
Im Jahr 1985 gab es eine konzertante Aufführung des Musicals in der New Yorker Town Hall, als Teil einer Jerome Kern-Hundertjahrfeier, mit Judy Kaye und Paula Laurence in den Hauptrollen.
Sweet Adeline wurde 1997 als Teil der City Center’s Veranstaltungsreihe Encores! Great American Musicals in Concert unter der Regie von Eric D. Schaeffer und der Choreographie von John DeLuca aufgeführt.

## Filmadaption

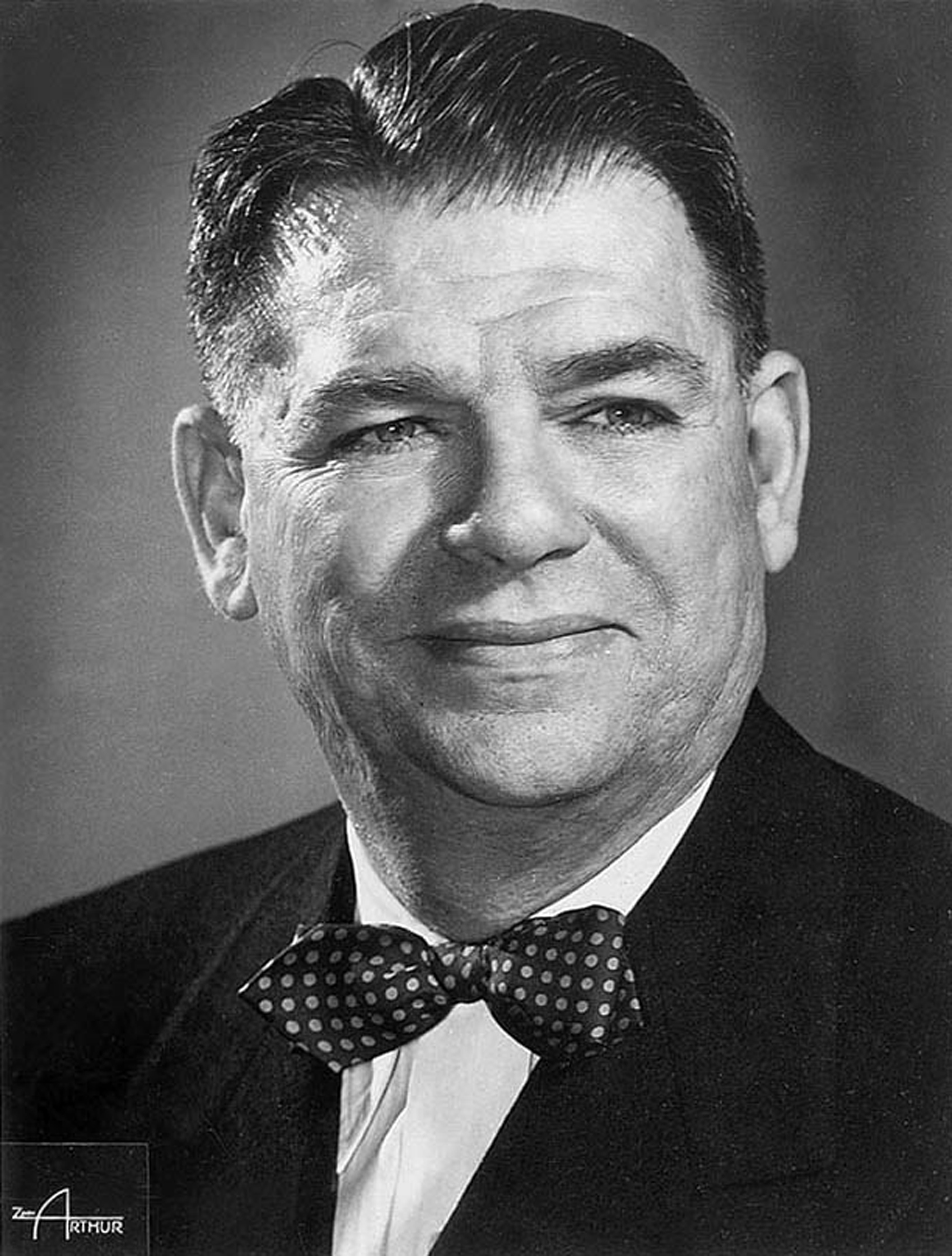
Oscar Hammerstein II (ca. 1940)

Ein Film, der auf dem Musical basiert, wurde 1935 von Warner Brothers unter der Regie von Mervyn LeRoy produziert. In den Hauptrollen sind Irene Dunne als Adeline, Louis Calhern, Noah Berry und Hugh Herbert zu sehen.

## Rezeption
Laut der Besprechung des Musicals durch Ben Brentley in der New York Times 1997 soll das kurz vor dem Börsencrash uraufgeführte Musical damals begeisterte Kritiken bekommen haben. Die späteren Wiederaufnahmen, 1977 im Goodspeed Opera House und 1985 in der New Yorker Town Hall hätten aber nicht mehr diese Ekstasen hervorgerufen. Das aufwändige, altmodische Theaterstück sei ein Schritt rückwärts gewesen gegenüber den Innovationen in Kern und Hammerstein’s Musical Show Boat (1927).